# Aéroport de Kodiak
Pour les articles homonymes, voir ADQ.
L'aéroport de Kodiak (anglais : Kodiak Benny Benson State Airport) (code IATA : ADQ • code OACI : PADQ • code FAA : ADQ) est un aéroport desservant la ville de Kodiak, en Alaska, aux États-Unis.

## Situation
| Anchorage Aniak Bethel Deadhorse Dillingham Fairbanks Galena Homer Juneau Kenai Ketchikan King Salmon Klawock Kodiak Kotzebue Lake Hood Cordova Merrill Nome Petersbourg Red Dog Sitka St. Mary's Teller Unalakleet Unalaska Valdez Wiley Post Wrangell Yakutat |